# Kadugadung
Kadugadung is een bestuurslaag in het regentschap Pandeglang van de provincie Banten, Indonesië. Kadugadung telt 1810 inwoners (volkstelling 2010).